# Baranicha (Tsjoekotka)
Baranicha (Russisch: Бараниха) is een voormalige nederzetting met stedelijk karakter en voormalige mijnwerkersplaats in het binnenland van het district Tsjaoenski van de Russische autonome okroeg Tsjoekotka in het uiterste noorden van het Russische Verre Oosten. De plaats ligt aan de uitlopers van het Raoetsjoeagebergte, aan de instroom van het riviertje Remoetsjaja in de Raoetsjoea (Golf van Kolyma). Hoewel de plaats in 1998 formeel werd opgeheven, woonden er in 2002 nog altijd 33 mensen.
De plaats ligt op 200 kilometer van het districtcentrum Pevek en op 120 kilometer van de stad Bilibino, beide alleen bereikbaar over een winterweg of per helikopter.
De plaats is vernoemd naar de Raoetsjoea (Bolsjaja (Grote) Baranicha; Tsjoektsjisch: Kitepvejem), die begin 19e eeuw de westgrens vormde van het gebied der Tsjoektsjen. De plaats ontstond in 1965 bij de ontsluiting van de tin- en goudmijn "22e Congres van de CPSU" (XXII съезда КПСС) nadat goud en tin waren aangetroffen. In 1968 telde het volgens de Grote Sovjetencyclopedie 3.100 inwoners en was het een arbeidersnederzetting. Bij de plaats werd tevens een luchthaven gebouwd, waar op 30 december 1971 een Iljoesjin Il-14 van Aeroflot (CCCP-91570) neerstortte. Met het opraken van het tin liep de plaats langzaam leeg. In 1998 werd besloten tot opheffing van de plaats toen het delven van tin (na de perestrojka) onrendabel bleek.
Bij de plaats bevindt zich een voormalige thermo-elektrische radio-isotopengenerator, die volgens metingen in 2000 een veelvoud van de volgens de normen toegestane hoeveelheid achtergrondstraling uitstootte. Vanwege geldgebrek is de installatie, die vrij te bereiken is, echter nog altijd niet ontmanteld.
Bestuurlijk centrum: Pevek

Ajon · Apapelgino(†) · Baranicha(†) · Bystry(†) · Janranaj · Joezjny(†) · Komsomolski(†) · Krasnoarmejski(†) · Rytkoetsji · Valkoemej(†) · Zapadny(†)